# Friedrich Peine

Friedrich Peine

Friedrich Peine (* 8. November 1871 in Lichtenberg bei Berlin; † 13. September 1952 in Bremen) war ein deutscher Politiker (SPD).

## Biografie
Nach dem Besuch der Volksschule wurde Peine zum Schmied ausgebildet. Als junger Mann trat er in die Sozialdemokratische Partei Deutschlands (SPD) ein. Außerdem wurde er Mitglied der Gewerkschaft. Ab 1894 war er im Überseedienst tätig. Nach seiner Rückkehr 1899 heiratete er. In den folgenden vier Jahren verdiente Peine seinen Lebensunterhalt als Werftarbeiter an der Unterweser. Anschließend amtierte er als Geschäftsführer und Sekretär des Deutschen Metallarbeiterverbandes in Bremerhaven. Daneben saß er 1904–1906 in der Stadtverordnetenversammlung von Bremerhaven. Seit 1912 verdiente er seinen Lebensunterhalt als Genossenschaftssekretär in Berlin. 1915–1917 wurde Peine an der Ostfront (Erster Weltkrieg) eingesetzt.
1919 wurde Peine Mitglied der Bremer Nationalversammlung. Bei der Reichstagswahl 1920 wurde er als Kandidat der SPD für den Wahlkreis 17 (Ost-Hannover) in den ersten Reichstag (Weimarer Republik) gewählt. Nachdem sein Mandat bei den folgenden sieben Reichstagswahlen bestätigt wurde, gehörte Peine dem deutschen Parlament insgesamt knapp dreizehn Jahre lang, bis ihm sein Mandat im Juni 1933 durch die nationalsozialistische Regierung entzogen wurde. Im März 1933 war Peine einer von 94 Reichstagsabgeordneten, die gegen die Annahme des Ermächtigungsgesetzes stimmten. Das Gesetz bildete die juristische Grundlage für die Errichtung der NS-Diktatur und wurde schließlich mit einer Mehrheit von 444 zu 94 Stimmen angenommen. Neben seiner Arbeit im Parlament bekleidete Peine in den 1920er Jahren zeitweise den Posten eines Referenten im Ministerium für Ernährung und Landwirtschaft.
Nach seinem Ausschluss aus der Politik lebte Peine 1933–1950 zurückgezogen in einer Gartenlaube in der Spinolastraße 34 in Berlin-Karow. Von November 1943 bis Kriegsende nahm er dort auch den ausgebombten SPD-Politiker Friedrich Ebert junior auf. Den Lebensabend verbrachte er in Bremen.